# ماناسيه سوغافارا
ماناسيه سوغافارا (مواليد 17 يناير 1955-) هو سياسي من جزر سليمان يشغل حالياً منصب رئيس وزراء جزر سليمان منذ 24 أبريل 2019. وقد شغل هذا المنصب سابقًا أعوام 2000-2001 و2006-2007 و2014-2017؛ في المجمل خدم أكثر من تسع سنوات كرئيس للوزراء. خدم ماناسيه في البرلمان الوطني ممثلاً لشرق تشويسيول منذ عام 1997 قبل أن يصبح رئيسًا للوزراء.